# Spilogona despar
Spilogona despar är en tvåvingeart som först beskrevs av Fallen 1823.  Spilogona despar ingår i släktet Spilogona och familjen husflugor. Inga underarter finns listade i Catalogue of Life.